# DJ Neophyte
Jeroen Streunding poznati je nizozemski producent i DJ iz Rotterdama. Vodeći je član skupine Neophyte te je jedan od vodećih producenata na hardcore sceni.

## Životopis
Zajedno s prijateljima Dannyjem Gretenom i Robinom van Roonom je objavio svoj rad u Rotterdam Recordsu koji je tada bio u vlasništvu poznatog DJ-a Paula Elstaka. Kao Neophyte, imao je mnogo hardcore klasika te je tako izgradio poznati i ozloglašeni ugled kod organizatora zabava i hardcore obožavatelja širom svijeta.
Nakon nekog vremena, Jeroen je također započeo raditi na svojim singlovima kao DJ Neophyte i započeo suradnju s ostalim producentima kao što su DJ Panic, Rob Christensen iz Evil Maniaxa, The Stunned Guys, The Viper, Evil Activities, Tha Playah i DJ Paul Elstak.
Jeroen je 1999. osnovao vlastitu diskografsku kuću Neophyte Records zajedno s Dannyjem, koja je bila na pomoć novim talentima. Iste godine osnovao je diskografsku kuću Seismic Records namijenjenu samo za hardstyle glazbu zajedno s Dennisom Copierom. Nakon što se Paul Elstak 2001. godine preselio u Rige Entertainment da bi osnovao svoju diskografsku kuću Offensive Records, Jeroen je također postao ravnateljem diskografskih kuća Rotterdam Records, Terror Traxx i Forze Records zajedno s DJ Panicom.

## Vanjske poveznice
- DJ Neophyte diskografija
- The Beholder diskografija
- Službena stranica